# Eyes of a Woman
Eyes of a Woman är ett musikalbum av Agnetha Fältskog, släppt i mars 1985. Det är hennes andra engelskspråkiga soloalbum. Skivan släpptes med remastrat ljud på CD 2005 och då innehållande några bonusspår.   

## Låtlista
1. One Way Love (Jeff Lynne) 3.36
2. Eyes of a Woman (Paris Edvinson/Marianne Flynner) 3.54
3. Just One Heart (Paul Muggleton/Robert Noble) 3.42
4. I Won't Let You Go (Agnetha Fältskog/Eric Stewart) 3.39
5. The Angels Cry (Justin Hayward) 4.22
6. Click Track (Jan Ince/Phil Palmer) 2.51
7. We Should Be Together (Jay Gruskat/Tom Keane) 3.59
8. I Won't Be Leaving You (E. Stewart) 5.34
9. Save Me (Why Don't Ya) (E. Stewart) 4.37
10. I Keep Turning off Lights (China Burton) 3.37
11. We Move as One (John Wetton/Geoff Downes) 4.04
12. You're There (A. Fältskog, E. Stewart) – 3:29*
13. Turn the World Around (R.Edelman) – 4:15*
14. I Won't Let You Go (Extended Version) (A. Fältskog, E. Stewart) – 6:02*
15. The Way You Are (duett med Ola Håkansson) (T.Norell, Oson, A.Bard) – 3:45*
16. Fly Like the Eagle (duett med Ola Håkansson) (T.Norell, Oson, A.Bard) – 3:05*

* Bonusspår på CD 2005.

## Försäljningsframgångar
Albumet nådde plats 38 i Storbritannien. I Sverige låg albumet som högst på plats 2 på försäljningslistan. Det nådde även topp 20 i Norge, Nederländerna och Belgien.

### Listplaceringar
| Lista (1985) | Topplacering |
| ------------ | ------------ |
| Norge        | 14           |
| Sverige      | 2            |

### Fotnoter
1. ↑  Listplacering
2. ↑  Listplacering